# Moacyr Laterza
Moacyr Laterza (Uberaba, 23 de setembro de 1928 – Belo Horizonte, 13 de outubro de 2004) foi um filósofo, pesquisador, professor universitário, crítico de arte e escritor brasileiro.
Laterza foi um intelectual de grande influência nos meios acadêmicos e culturais de Minas Gerais.

## Biografia
Laterza nasceu na cidade mineira de Uberaba, em 1928, em uma família de ascendência italiana. Estudou no Colégio Marista Diocesano, de sua ciadade natal, onde teve como professor de filosofia Monsenhor Juvenal Arduini, membro fundador da Academia de Letras do Triângulo Mineiro. Mudou-se de Uberaba ao ingressar no curso de filosofia da Faculdade de Filosofia de Santa Maria (RS), em 1952, obtendo a licenciatura plena na mesma área na Universidade Federal de Minas Gerais (UFMG).
Tornou-se Mestre em Filosofia pela Universidade de Indiana e doutorou-se pela Universidade Temple, na Filadélfia, ambas nos Estados Unidos. Ingressou na carreira docente em 1955, na UFMG, sendo um precursor dos estudos de estética na universidade, além de defender uma maior interação da educação com diferentes áreas artísticas.

## Carreira
Em 1969, idealizou e criou o Laboratório de Estética da Fafich, com o qual pretendia dinamizar as aulas de Estética e História da Arte. Uma das atividades do laboratório estava a programação de aulas-espetáculo acompanhadas de projeção de slides, música, exposição de artes plásticas e poemas-catarses. Foi diretor do laboratório por duas vezes, sendo a primeira entre 1970 e 1976, quando deu início às atividades de pesquisa, visando à organização de acervo bibliográfico e fotográfico do laboratório.
Laterza voltaria à direção do laboratório entre 1981 e 1984, período em que pesquisou os chafarizes de Minas Gerais e a promoveu a documentação das atividades artísticas de Belo Horizonte, nas áreas de música e artes plásticas. Aposentou-se na universidade como professor adjunto em fevereiro de 1986

## Morte
Laterza estava internado havia vários dias no Hospital Felício Rocho, na capital mineira, para tratar um câncer de pulmão. Ele morreu em 13 de outubro de 2004, aos 76 anos. Seu corpo foi velado no cemitério Parque da Colina, na capital mineira.